# Hubble Ultra-Deep Field

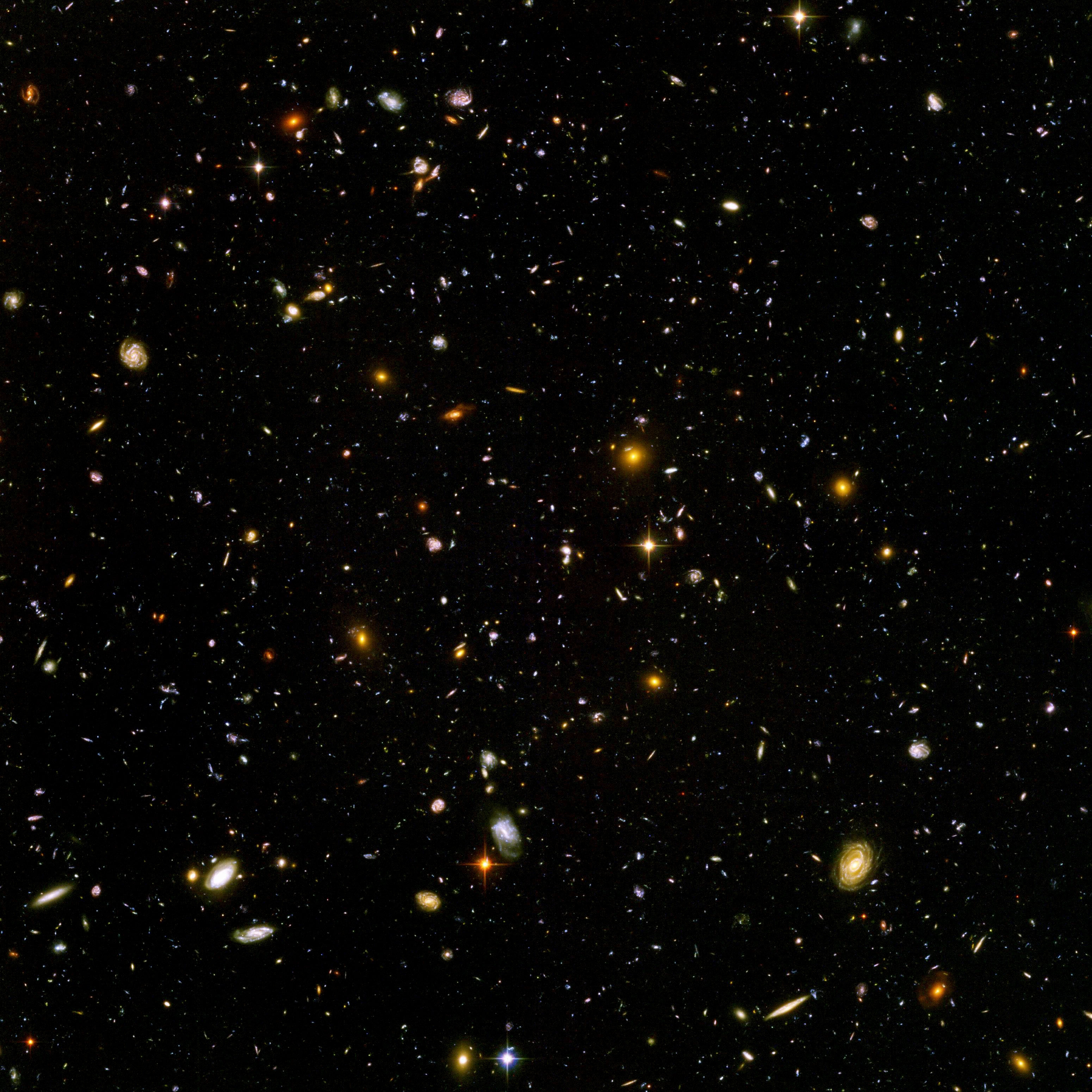
Esta imagem de alta resolução do HUDF inclui galáxias de várias idades, tamanhos, tipos e cores.
As pequenas galáxias avermelhadas, dentre as quase 10.000 da imagem, estão entre as mais distantes galáxias vistas por um telescópio óptico até a data, sendo que provavelmente nasceram pouco depois do Big Bang.

O Hubble Ultra-Deep Field ("Campo Ultra Profundo do Hubble"), ou HUDF, é uma imagem de uma pequena região do espaço, na constelação de Fornax, composta por dados do Telescópio Espacial Hubble no período de 3 de setembro de 2003 a 16 de janeiro de 2004. É a imagem mais profunda do universo tirada em luz visível, ilustrando o universo tal como ele era há 13 bilhões de anos atrás (cerca de 400-800 milhões de anos após o Big Bang).

Imagem em 3D do Hubble Ultra-Deep Field

Na imagem do HUDF, estima-se que haja 10.000 objetos, dos quais a maioria são galáxias.
A pequena região do céu em que as galáxias residem (pelo menos um décimo do diâmetro da Lua vista da Terra) foi escolhida porque há uma baixa densidade de estrelas brilhantes na região próxima. Embora a maioria dos pontos visíveis na imagem do Hubble também possam ser vistas por ondas de comprimento infravermelho por telescópios em terra, o Hubble é o único instrumento que pode fazer observações desses alvos distantes com comprimentos de onda da luz visível.
Localizado no sudoeste de Orion, no hemisfério sul, na constelação de Fornax, com uma ascensão reta de 3h 32m 40.0s e uma declinação -27° 47' 29" (J2000), a imagem cobre uma área de 11 arco-minutos quadrados (200 x 200 arco-segundos). Isto é menor que um quadrado de papel de 1 mm2 situado a um metro de distância, e igual a 0,000013 (treze milionésimos) da área total do céu. A imagem está orientada de modo que o canto esquerdo superior são pontos propícios ao norte (46.4°) na esfera celeste. A estrela perto do centro da imagem do campo é USNO-A.20 0600-01400432 com magnitude aparente de 18.95.[carece de fontes?]
Foram usados dois instrumentos para essa imagem: o Hubble's Advanced Camera for Surveys (ACS) para a imagem no visível  e o Near Infrared Camera and Multi-object Spectrometer (NICMOS) para a imagem no infra-vermelho.
No total, para montar a imagem, foram necessárias 800 exposições, tomadas ao longo do trajeto de 400 voltas da órbita do Hubble, ao redor da Terra. O tempo total de exposição foi de 11.3 dias para o ACS e 4.5 dias para o NICMOS.[carece de fontes?]

## Ver também

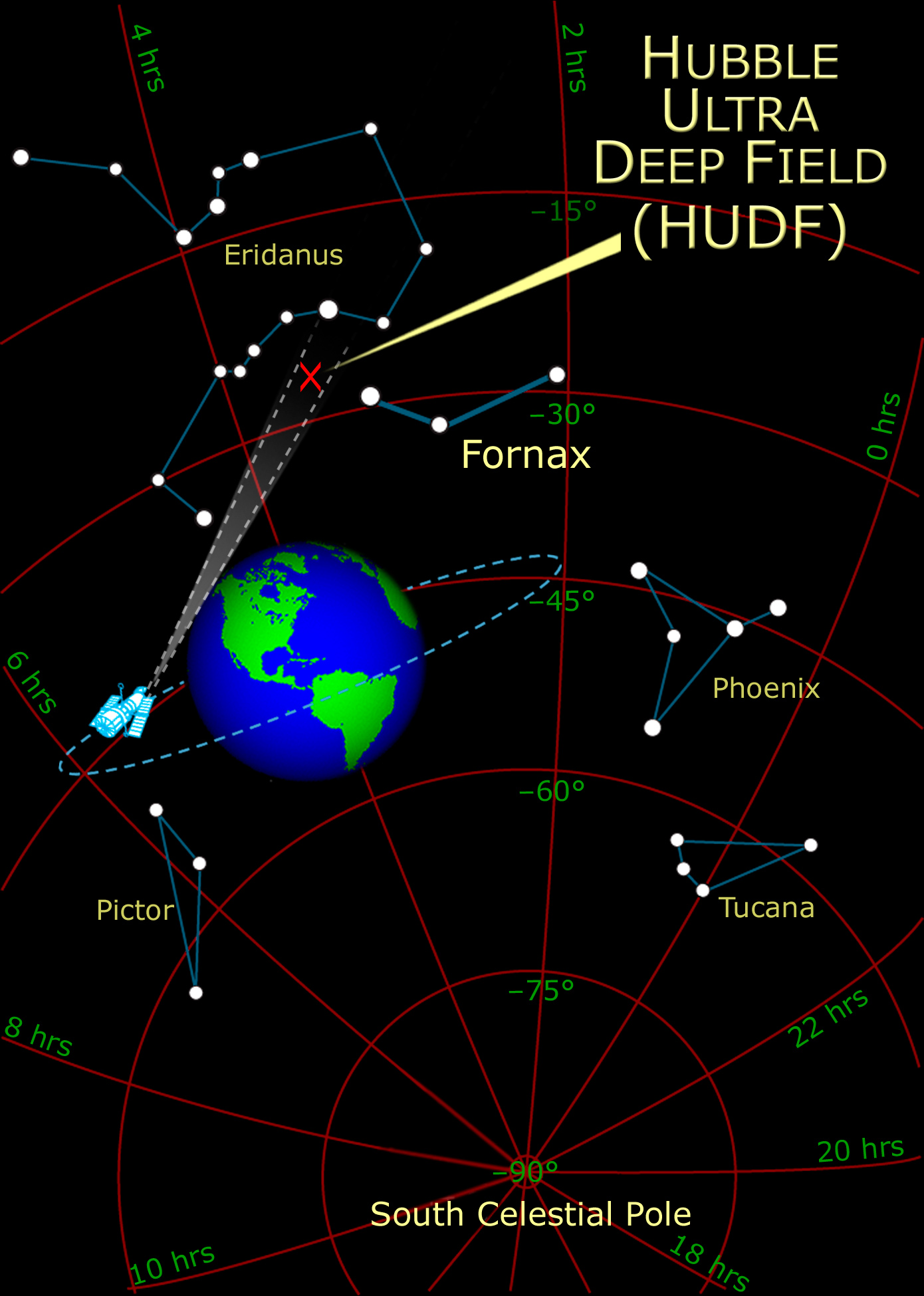
Localização do Hubble Ultra-Deep Field no céu